# Payton Otterdahl
Payton Otterdahl (Rosemount, 2 aprile 1996) è un pesista statunitense.

## Progressione

### Getto del peso
| Stagione | Misura     | Luogo           | Data      | Rank. Mond. |
| -------- | ---------- | --------------- | --------- | ----------- |
| 2024     | 22,59 m    | Des Moines      | 24-4-2024 |             |
| 2023     | 22,11 m    | Banská Bystrica | 20-7-2023 |             |
| 2022     | 21,14 m    | Walnut          | 16-4-2022 |             |
| 2021     | 21,92 m    | Eugene          | 18-6-2021 |             |
| 2020     | 21,19 m    | Des Moines      | 29-8-2020 |             |
| 2019     | 21,81 m(i) | Brookings       | 23-2-2019 |             |
| 2018     | 21,31 m(i) | Fargo           | 7-12-2018 |             |
| 2017     | 18,62 m    | Fargo           | 5-5-2017  |             |
| 2016     | 17,95 m(i) | Fargo           | 2-12-2016 |             |
| 2015     | 18,11 m    | Des Moines      | 25-4-2015 |             |
| 2014     | 16,69 m(i) | Fargo           | 6-12-2014 |             |

## Palmarès
| Anno | Manifestazione              | Sede     | Evento           | Risultato | Prestazione | Note  |
| ---- | --------------------------- | -------- | ---------------- | --------- | ----------- | ----- |
| 2015 | Campionati panamericani U20 | Edmonton | Lancio del disco | Oro       | 57,96 m     |       |
| 2021 | Giochi olimpici             | Tokyo    | Getto del peso   | 10º       | 20,32 m     | [ 1 ] |
| 2023 | Mondiali                    | Budapest | Getto del peso   | 5º        | 21,86 m     | [ 2 ] |
| 2024 | Giochi olimpici             | Parigi   | Getto del peso   | 4º        | 22,03 m     |       |

## Campionati nazionali
2018
- 14º ai campionati statunitensi (Des Moines), getto del peso - 19,07 m
- 12º ai campionati statunitensi (Des Moines), lancio del disco - 58,21 m

2019
- 6º ai campionati statunitensi (Des Moines), getto del peso - 20,67 m

2021
- Bronzo ai trials olimpici statunitensi (Eugene), getto del peso - 21,92 m

2022
- 7º ai campionati statunitensi (Eugene), getto del peso - 20,88 m

2023
- Bronzo ai campionati statunitensi (Eugene), getto del peso - 22,09 m

2024
- Bronzo ai trials olimpici statunitensi (Eugene), getto del peso - 22,26 m

## Altre competizioni internazionali
2019
- 8º al Prefontaine Classic ( Palo Alto), getto del peso - 20,58 m
- 5º al The Match Europe v USA, ( Minsk), getto del peso - 20,72 m
- Bronzo al The Match Europe v USA, ( Minsk), lancio del martello - 58,66 m

2020
- Argento al Golden Gala Pietro Mennea ( Roma), getto del peso - 20,85 m

2022
- Argento al Millrose Games ( New York), getto del peso - nm[3]

2023
- Argento al Kamila Skolimowska Memorial ( Chorzów), getto del peso - 21,88 m
- 4º al London Diamond League ( Londra), getto del peso - 21,74 m
- 5º al Prefontaine Classic (Finale) ( Eugene), getto del peso - 21,43 m

2024
- Argento al Prefontaine Classic ( Eugene), getto del peso - 22,16 m
- Bronzo al London Athletics Meet ( Londra), getto del peso - 22,13 m
- Bronzo al Golden Gala Pietro Mennea ( Roma), getto del peso - 21,63 m
- Bronzo al Weltklasse Zürich ( Zurigo), getto del peso - 21,38 m

2025
- Oro al Meeting international Mohammed VI d'athlétisme de Rabat ( Rabat), getto del peso - 21,97 m
- Oro al Kamila Skolimowska Memorial ( Chorzów), getto del peso - 22,28 m